# МРТ Център
МРТ Център (на македонска литературна норма: МРТ Центар) е най-високата сграда в Северна Македония. Намира се в Скопие и е висока 70 метра. В нея се помещава Македонската радио-телевизия. След построяването на Джевахир Тауърс, които ще бъдат високи 130 метра, МРТ Център ще загуби славата си на най-високата сграда в страната.